# 伊號第三百六十三潛艦

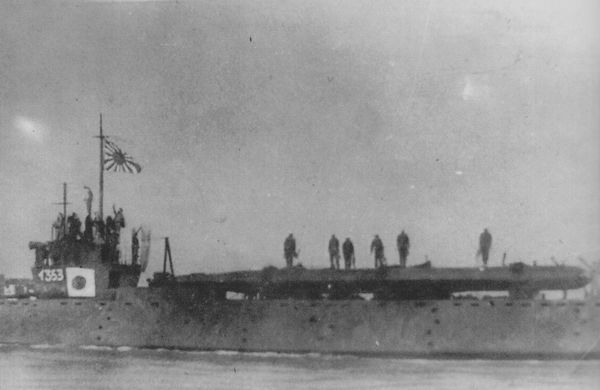
搭載有回天的伊363

伊号第三六三潜水艦（いごうだいさんびゃくろくじゅうさんせんすいかん）是大日本帝国海军的一艘潜水艇。伊三六一型潜水艦的3号艦。参加回天攻撃隊，战後触雷沉没。应舾装員長荒木的要求，作为特例于艦首装设两门魚雷发射管。

## 艦歷
- 1942年 “改マル5计划”第5463号艦
- 1943年5月1日 吴海軍工廠开工
  - 12月12日 下水
- 1944年6月5日 艤装員長到任，艦首装设2门鱼雷发射管
  - 7月8日 竣工，船籍编入横須賀鎮守府
  - 9月15日 编入第7潜水战隊
  - 10月9日 自横須賀出发前往楚克群岛、沃莱艾环礁执行輸送任務
  - 12月10日 自横須賀出发南鳥島执行輸送任務
- 1945年3月5日 自横須賀出发第2次前往南鳥島执行輸送任務
  - 3月20日 停靠横須賀港，着手回天的搭載工作
  - 5月28日 作为轟隊的一员自光基地出撃，部署在冲绳南東5百海里处。鱼雷击沉运输船1艘
  - 8月8日 作为多聞隊的一员出撃。在前往帕劳北方5百海里的配備点途中由于八月風暴行動的发生而改为配置于日本海
  - 8月14日 吴に帰港、就此迎接战争终结
  - 10月29日 从吴返航佐世保的途中，在宮崎县海面触雷沉没。自艦長以下35名死亡，10名被救起。 另称，有1名艦橋要員逃出并游泳至海岸边。艦長以下42名死亡、先任将校ら5名は別途交通艇回航中、潜航長は特命で陸路移動中とも（荒木浅吉談）
  - 11月10日 除籍

## 歴代艦長

### 艤装員長
1. 荒木浅吉 大尉：1944年6月5日 -

### 艦長
1. 荒木浅吉 大尉：1944年7月8日 -
2. 木原栄 大尉：1944年12月1日 -